# هاتسوهیمه
هاتسوهیمه (به ژاپنی: 初姫 はつひめ) (تولد ۱۶۰۲ –مرگ ۱۶۳۰ میلادی) چهارمین دختر توکوگاوا هیده‌تادا و اوایو بود. برادر کوچک او توکوگاوا ایه‌میتسو سومین شوگون از شوگون‌سالاری توکوگاوا بود. به علت اینکه خالهٔ او اوهاتسو و شوهرش کیوگوکو تاکاتسوگو فرزندی نداشتند او به فرزندی آنها درآمد و با پسری که کیوگوکو تاکاتسوگو از زن دیگرش داشت به نام کیوگوکو تاداتاکا ازدواج کرد.